# أحمد طالب الإبراهيمي
أحمد طالب الإبراهيمي (5 جانفي 1932) وزير سابق وابن الشيخ العلامة البشير الإبراهيمي متحصل على شهادة جامعية في الطب، ناضل في الاتحاد الديمقراطي لأحباب البيان، وانضم إلى فدرالية جبهة التحرير الوطني، ثم عين ممثلاً للحكومة المؤقتة بالقاهرة.

## نشأته
ولد أحمد طالب الإبراهيمي يوم 5 جانفي 1932 بمدينة أولاد براهم (شرق الجزائر) لأسرة يُقال أنها ترقى بنسبها إلى الصحابي أبي بكر الصديق.
والده الشيخ البشير الإبراهيمي (1889-1965) أحد مؤسسي جمعية العلماء المسلمين الجزائريين، والمشرف الأول على نشاطاتها في الغرب الجزائري، وكانت تلمسان العاصمة التاريخية لمقر عمله.
ولهذا السبب ارتبطت ذكريات طفولة أحمد بمدينة تلمسان حيث عاش فيها بين عامي 1933 و1945 مع انقطاع بسيط بين عامي 1941 و1942.

### تعليمه
كان الإبراهيمي الوالد معارضا لالتحاق ابنه بالمدرسة الفرنسية بسبب محتواها الاغترابي، غير أن الشيخ عبد الحميد بن باديس أقنعه بفوائد تعلم الفرنسية وفضلها في الكفاح ضد الاستعمار الفرنسي، ومن ثم درس أحمد طالب في مدرسة فرنسية وبرع فيها براعة مكنته من الالتحاق بالأقسام الثانوية عن جدارة واستحقاق.

### الفكر السياسي
في هذه المرحلة من حياة المؤلف أخذت الظاهرة الاستعمارية تتجلى في ذهنه وتكشف عن أنيابها، إذ اعتقل والده واقتيد بعنف نحو وجهة مجهولة إلى أن استقر به الأمر في الإقامة الجبرية بمدينة تبعد عن تلمسان مئات الكيلومترات، وكان السبب الأول في ذلك رفضه القاطع لتأييد فرنسا في حربها ضد ألمانيا عام 1939.
وفي ظل غياب الوالد الذي كان إما في السجن أو المنفى أو في جولة عمل، بدأ أحمد -الطالب في الأقسام الثانوية- يهتم بالسياسة ويزداد تعلقا بها إلى أن بلغ الأمر أوجه خلال أحداث مجزرة 8 ماي 1945 التي راح ضحيتها قرابة 45 ألف شخص من المشاركين وغير المشاركين في المظاهرات التي عمت شوارع مدن سطيف وقالمة وخراطة، ولم تعد مفردات «الوطن» و«الاستقلال» ومثيلاتهما مجرد كلمات، وإنما أصبحت تثير في نفسه كثيرا من الانفعال والتأثر.
التحق الإبراهيمي بجامعة الجزائر عام 1949 في السنة التحضيرية للطب وبها انخرط في جمعية الطلبة المسلمين لشمال أفريقيا وشارك في كل التظاهرات التي نظمتها.
وبالجامعة ولأول مرة اتضحت في ذهنه أهداف التعليم الاستعماري المتمثلة في فصل النخبة عن ثقافتها الأصلية وإشباعها بثقافة دخيلة تنهل منها حتى تصبح أداة للهيمنة الاستعمارية.
وأمام هذه المفارقة كان من واجب الإبراهيمي -كما يذكر- أن يخلص إلى رد فعل جذري وطريقة مثلى للدفاع، وكان ذلك من خلال جريدة باللغة الفرنسية باسم «الشاب المسلم»، تكون بالمقابل وسيلة للتأصيل ومن ثم وسيلة للتحرر.
وبعد خمس سنوات في جامعة الجزائر طار الإبراهيمي إلى باريس والتحق بكلية الطب فيها للسنة الخامسة التي توجت في آخرها بامتحان نظري وفق فيه بنجاح مكنه من التردد على المستشفيات الباريسية والالتحاق بها في السنة السادسة له. وابتداء من هنا وضع الإبراهيمي النضال فوق أي اعتبار آخر، فكان أولا في الاتحاد العام للطلبة المسلمين الجزائريين ثم بعد ذلك في فدرالية فرنسا لجبهة التحرير الوطني، ومن ثم المشاركة في العديد من الاجتماعات التي كانت تعقد في المدن الجامعية الفرنسية.
وانتهى به المطاف رئيسا للاتحاد الوطني للطلبة المسلمين الجزائريين الذي أوجد له فروعا في العديد من المدن الفرنسية، بالإضافة إلى فرع الجزائر الذي كان ينشط فيه محمد الصديق بن يحي والأمين خان.
وابتداء من مارس 1956 وإلى غاية فبراير 1957 تاريخ اعتقاله من قبل السلطات الفرنسية، دخلت السرية التامة حياة الإبراهيمي لما كلف به من مهمات خاصة تصب في مجملها باتجاه تحقيق التنسيق بين أعضاء فدرالية فرنسا وقيادة الجبهة التي غالبا ما كان يرى في بعض مواقفها الغرابة والازدواجية.

### من السجن إلى إعلان الاستقلال
بعد سنتين من النشاط الحثيث تخللتهما تنقلات محفوفة بالأخطار والخوف من الوقوع ضحية التعذيب أو القتل، اعتقلت الشرطة الفرنسية أحمد طالب مع جملة من رفاقه من فدرالية فرنسا وزجت بهم في السجن، وهناك التقى بالزعماء الخمسة: أحمد بن بلة ومحمد بوضياف وحسين آيت أحمد ومحمد خيضر ومصطفى الأشرف، وكانت له معهم نقاشات سياسية واسعة انتهت في مجملها إلى عدم الانحياز لأحد والانصراف إلى التأمل في عالم السجن كملاحظ متحل بما يمليه الضمير وتفرضه الموضوعية.
غادر الإبراهيمي سجون فرنسا في سبتمبر 1961 ومنها اتجه إلى تونس ثم إلى الرباط وبعدها إلى نيويورك حيث خضع لبعض التحاليل والعلاجات الطبية، ومنها إلى القاهرة حيث التقى بأهله المقيمين بها منذ 1952، ومن ثم كان رجوعه إلى الجزائر في جويلية 1962. وفي نفس السنة وبغرض تفادي المواجهة المسلحة بين الفرقاء المتناحرين على السلطة تشكلت لجنة مصغرة من ثلاثة أعضاء -كان الإبراهيمي أحدهم- عهد إليها بإجراء الاتصالات الضرورية بالكبار.

## نشاطه السياسي
تولى عدة حقائب وزارية في نهاية الستينيات والسبعينيات والثمانينيات، ترشح لرئاسة الجمهورية في انتخابات 1999م،
أسس حزب الوفاء.

## من مؤلفاته
- رسائل من السجن، من تصفية الاستعمار على الثورة الثقافية،
- الأزمة الجزائرية: المعضلة والحل.
- أحلام ومحن (1932-1965): مذكرات أحمد طالب الإبراهيمي

## وصلات خارجية
- أحمد طالب الإبراهيمي على موقع أرشيف الشارخ.
- أحمد طالب الإبراهيمي على موقع مونزينجر (الألمانية)
- - مقال حول مذكرات أحمد طالب الإبراهيمي[وصلة مكسورة]
- -الإبراهيمي يتهم الحكومة الجزائرية بالتآمر عليه